# Ng (диграф)
Ng — диграф, используемый в английском, немецком, вьетнамском, тагальском, узбекском и финском языках. Обозначает звук [ŋ] (также иногда [ŋɡ]).

## Английский язык
В основном употребляется в окончании ing, которые в английском языке применяется для образования причастия настоящего времени и герундия. Используется и в некоторых других словах, например в слове king (король).

## Узбекский язык
В узбекском Ng является 29-й буквой алфавита.